# Толкінський туризм
Толкінівський туризм — феномен у галузі туризму: організовані поїздки шанувальників всесвіту книги і кінотрилогії «Володар перснів» по місцях, пов'язаних з подіями твору. Толкінівський туризм став частиною індустрії розваг Нової Зеландії після зйомок кінотрилогії Пітера Джексона.

## Походження
Три фільми (Володар перснів: Братство Персня, Володар перснів: Дві вежі і Володар перснів: Повернення короля) зняті на основі роману Джона Роналда Руела Толкіна «Володар перснів». Фільми були зняті в різних регіонах Нової Зеландії, багато декорацій та реквізитів були збережені на місцях зйомок і стали частиною індустрії туризму. Толкін-туризм значною мірою впливає на розвиток економіки Нової Зеландії, де туризм є найприбутковішою галуззю. Деякі шанувальники трилогії перевдягаються в костюми улюблених героїв та відвідують як найпопулярніші, так і маловідомі місця зйомок.

## У Новій Зеландії
Нова Зеландія знаходиться в унікальному положенні, щоб використовувати свої краєвиди. Натомість, Толкін-туристів більше цікавлять пейзажі, на фоні яких, знімалися сцени з фільму, ніж національні парки країни. Наприклад, гора Олімп, приголомшливі кам'яні стовпи, висічені природою і часом, знаходиться в національному парку Кахурангі недалеко від Нельсона в віддаленому куточку Південного острова. З тих пір, як Гора Олімп була представлена в «Братстві Кільця», першою з трилогії «Володар перснів», вона стала місцем для толкінських туристів. Гора Неділя, розташована у віддаленому районі на захід від Кентерберійських рівнин, служила місцезнаходженням фортеці Едорас, і хоча слідів зйомок не залишилося, в місті Крайстчерч можна отримати повний пакет екскурсій на день.
Film NZ — національна рада з просування фільмів рекламує, що Нова Зеландія пропонує англомовну робочу силу, що не входить в профспілки, поряд з міськими і сільськими пейзажами. «Познайомтеся з Новою Зеландією, домом Середзем'я», — заохочує туристів сайт Tourism New Zealand, і, як тільки туристи доберуться туди, їм буде запропоновано знайти місця для зйомок фільмів по Новій Зеландії з безкоштовної «картою Середзем'я». В даний час Нова Зеландія веде переговори з Пітером Джексоном і кіностудією New Line Cinema, яка займаються виробництвом фільмів, щоб побудувати постійний музей Володаря перснів для деяких з 40000 предметів декорацій і костюмів, які зараз зберігаються в Новій Зеландії.

### Економічні наслідки
Щорічний потік туристів в Нову Зеландію виріс на 40 %, з 1,7 млн у 2000 році до 2,4 млн. у 2006 році, що дехто пояснює в значній мірі виходом трилогії «Володар перснів». 6 відсотків відвідувачів назвали фільм причиною поїздки в країну. «Можна стверджувати, що „Володар перснів“ був найкращою неоплачуваної рекламою, яку коли-небудь мала Нова Зеландія», — сказав Брюс Лехуд, американський і канадський регіональний менеджер в інтерв'ю для Tourism New Zealand. Натомість, стаття опублікована The New York Times, заперечує слова Брюса, стверджуючи, що Нова Зеландія вклала в трилогію 150 млн доларів.

## Зйомки Гоббіта
Багато експертів, а також жителі Нової Зеландії сподівалися на відновлення ефекту Толкіна, адже Хоббіт також знімався в Новій Зеландії.
Питання про те, чи було це життєво важливо для туристичної індустрії Нової Зеландії, викликав великі суперечки під час недовготривалих побоювань, що виробничі суперечки можуть привести до того, що виробництво фільму відбудеться за межами країни. Уряд Нової Зеландії також зіткнулося з деякою критикою за збільшення субсидій на фільми і створення законів, розроблених для американських кінокомпаній, виключно через страх втратити виробництво. В результаті, ціна в 25 мільйонів доларів (у вигляді додаткових фінансових субсидій і спеціальних законів, розроблених для виробників), які Нова Зеландія повинна була заплатити, щоб зберегти фільм була названа «грабіжництвом».

## Південна Африка та Велика Британія
Толкінський туризм також існував в меншій мірі незалежно від фільмів Джексона. Найвідомішими є такі напрямки:
Оксфорд, Сполучене Королівство: крім коледжів, де викладав Толкін, паби, які він відвідував і його колишні будинки. Товариство «Толкін» організовує свято Oxonmoot в одному з коледжів вересня кожного року. У 1992 році в Оксфорді святкували також столітню річницю.
Бірмінгем, Сполучене Королівство: у 2005 році Товариство Толкіна зібралося в Астонському університеті в місці, де багато років жив і викладав Толкін, щоб відсвяткувати 50-річчя Володаря перснів.
Блумфонтейн, Південна Африка: Толкін народився в Блумфонтейні 3 січня 1892 року. Там була знайдена могила батька Толкіна. Крім того, англіканська церква, де був хрещений Толкін, все ще стоїть, включаючи купель хрещення. Останній заповіт батька Толкіна також можна прочитати в одному з муніципальних установ. У Національному літературному музеї Африки також є кілька примірників книги «Die Smid van Groot-Wootton», єдиної книги Толкіна, перекладеної мовою африкаанс.